# Stati del Medio Atlantico
Gli Stati del Medio Atlantico (in inglese: Mid-Atlantic), noti anche come Regione atlantica centrale o, più semplicemente, Atlantico centrale, sono una regione censuaria degli Stati Uniti situata nella parte centrale dell'East Coast. Insieme al New England formano la regione censuaria del Northeast.
È stata definita la "tipica regione americana" (the typically American) da Frederick Jackson Turner.

## Composizione
Secondo lo United States Census Bureau, gli Stati che fanno parte della Regione del Medio Atlantico sono:
- New York
- New Jersey
- Pennsylvania

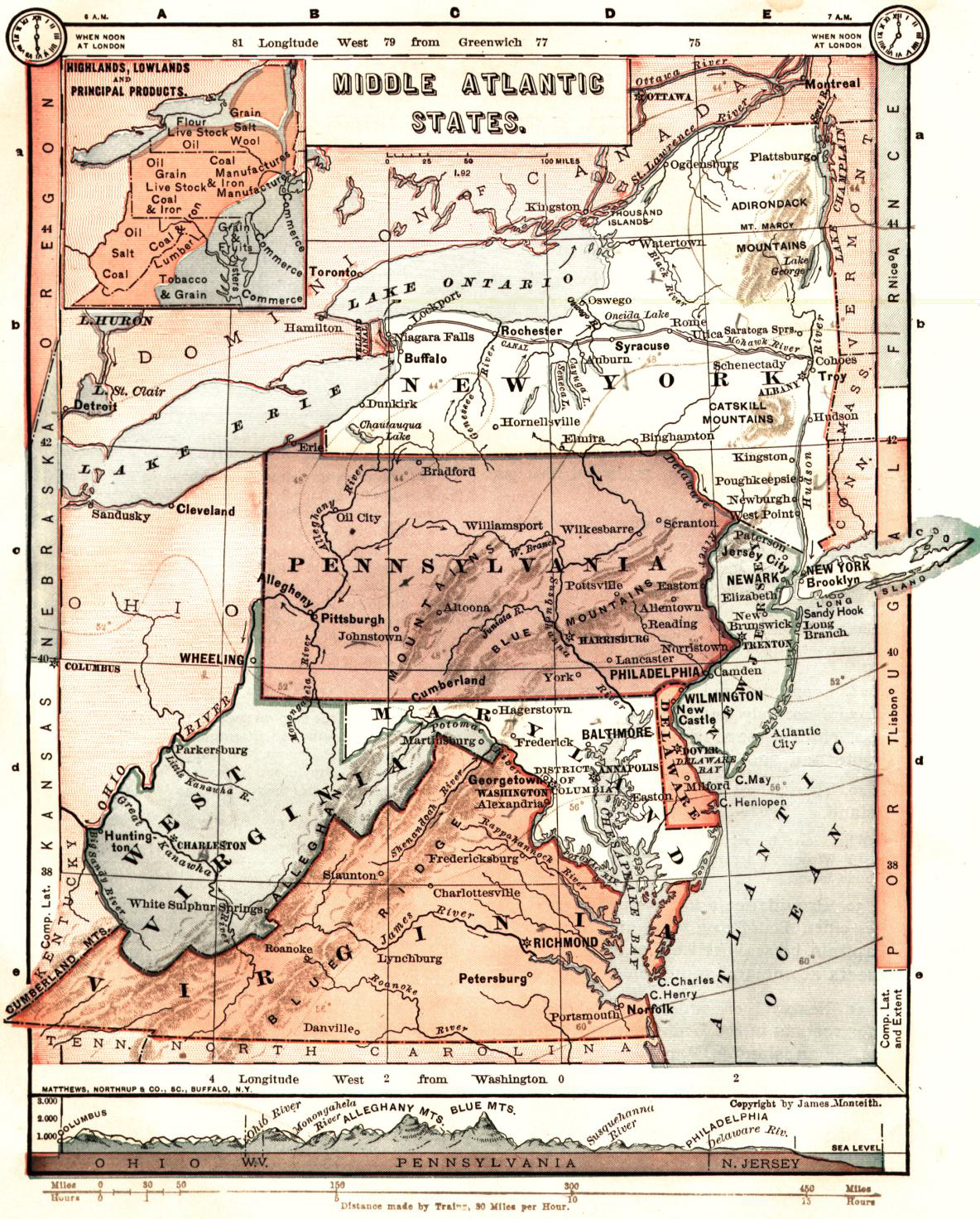
Una mappa del 1897 mostra la definizione inclusiva della regione del Medio Atlantico.

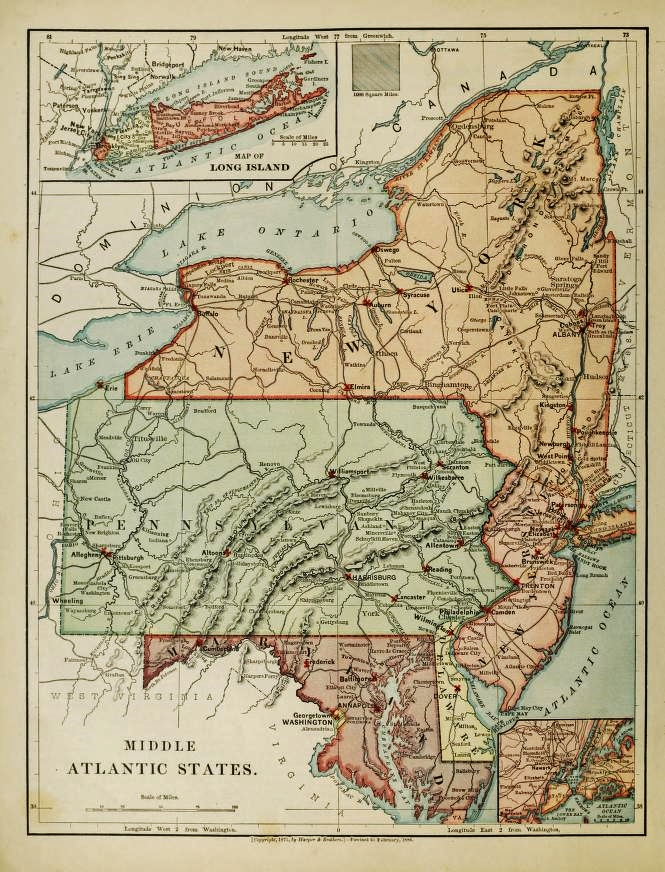
Una mappa del 1886 che mostra la regione, con l'esclusione degli stati della Virginia e della Virginia Occidentale.

Esistono tuttavia differenti interpretazioni circa la composizione dell'area. Alcune fonti considerano New Jersey, New York e Pennsylvania il cuore di questa regione, ma a questi aggiungono altri stati. Altre volte il nucleo centrale del Medio Atlantico viene invece identificato con il gruppo di stati composto da Maryland, Delaware e Virginia.
Nella sua definizione più estensiva, il Mid-Atlantic arriva quindi a comprendere i seguenti stati e territori, da nord a sud:
- New York
- New Jersey
- Pennsylvania
- Delaware
- Maryland
- Distretto di Columbia
- Virginia
- Virginia Occidentale

Va detto però che culturalmente la Virginia Occidentale e diverse aree della Virginia presentano molti tratti atipici rispetto al resto della regione. Linguisticamente hanno forti legami con i dialetti del Sud e dal punto di vista religioso in entrambi gli Stati prevale la percentuale di cristiani evangelici. Sono inoltre considerati stati prevalentemente rurali, senza città particolarmente sviluppate.

## Centri urbani principali
- New York
- Filadelfia
- Washington
- Baltimora
- Virginia Beach
- Pittsburgh
- Newark
- Jersey City
- Buffalo
- Chesapeake